# Маринович, Антон
Анто́н Ивано́в Мари́нович (болг. Антон Иванов Маринович; 30 мая 1907, Русе, Болгария — 27 марта 1976, София, Болгария) — болгарский кинорежиссёр и сценарист.

## Биография
В 1935 году окончил юридический факультет Софийского университета. Был сотрудником журнала «Наше кино», редактором журнала «Фильм и критика». В 1942 году — ассистент режиссёра Хрисана Цанкова на болгаро-венгерском фильме «Испытание». В 1945 году дебютировал как режиссёр («Ещё придут счастливые дни»).

## Избранная фильмография

### Режиссёр
- 1945 — Ещё придут счастливые дни / Ще дойдат нови дни
- 1949 — Иван Сусанин / Иван Сусанин (фильм-опера)
- 1951 — Утро над Родиной / Утро над родината (с Стефаном Сырчаджиевым)
- 1952 — Наша земля / Наша земя (с Стефаном Сырчаджиевым)
- 1954 — Сноха / Снаха (по роману Георгия Караславова)
- 1958 — Семья Герака / Гераците (по Елину Пелину)
- 1958 — Бедняцкая радость / Сиромашка радост (по Елину Пелину)
- 1958 — Ребро Адама / Ребро Адамово
- 1961 — Ночь встречи 13 / Нощта срещу 13-ти (в советском прокате «Ночь на тринадцатое»)
- 1962 — Золотой зуб / Златният зъб
- 1964 — Приключение в полночь / Приключение в полунощ
- 1966 — По тротуару / По тротоара

### Сценарист
- 1949 — Иван Сусанин / Иван Сусанин (фильм-опера)
- 1958 — Бедняцкая радость / Сиромашка радост
- 1962 — Золотой зуб / Златният зъб
- 1964 — Приключение в полночь / Приключение в полунощ

## Награды
- 1953 — Димитровская премия («Наша земля»)
- 1965 — Заслуженный артист НРБ